# لوئی گومرت
لوئی گومرت (به انگلیسی: Louie Gohmert) ‎/ˈɡoʊmərt/‎ ) نمایندهٔ حوزه انتخابیه اول تگزاس از حزب جمهوری‌خواه ایالات متحده آمریکا در مجلس نمایندگان ایالات متحده آمریکا است که برای نخستین‌بار در ۱۲ ژانویه ۲۰۰۵ میلادی به‌عضویت این مجلس درآمد.